# Saint-Alban-des-Hurtières
Saint-Alban-des-Hurtières település Franciaországban, Savoie megyében. Lakosainak száma 387 fő (2022. január 1.). Saint-Alban-des-Hurtières Argentine, Bourget-en-Huile, Le Pontet, Presle, Saint-Georges-d'Hurtières, Saint-Pierre-de-Belleville, La Table és Le Verneil községekkel határos.

## Népesség
A település népessége az elmúlt években az alábbi módon változott:
| Lakosok száma | 331  | 337  | 356  | 356  | 365  | 366  | 369  | 369  | 387  |
|               | 2013 | 2015 | 2016 | 2017 | 2018 | 2019 | 2020 | 2021 | 2022 |